# Siegfriede Victorine Knuth
Siegfriede Victorine komtesse Knuth. (30. maj 1790 – 1866). Datter af greve Adam Christopher Knuth og Sophie Magdalene Moltke.
Gift 6. februar 1813 med Gerhard Christoph von Krogh, dansk overgeneral i Treårskrigen.